# 강성철 (방송인)
강성철(1953년 ~ )은 대한민국의 방송인이다.

## 학력
- 전주고등학교
- 서울대학교 국어국문학과 학사

## 경력
- KBS 광주방송총국 PD
- KBS 기획제작국 PD
- KBS 시사교양국 PD
- KBS 전주방송총국 편성제작팀장 (차장급)
- KBS 시사교양본부 편성기획팀장 (부장급)
- KBS 편성본부 운영팀장 (외주제작국 애니메이션 운영사업팀장 겸임)
- KBS 심의평가실 자문위원
- KBS TV제작본부 교양정보팀장 (국장급)
- KBS 편성본부 프로그램개발팀장
- KBS 콘텐츠본부 센터장 (본부장급)
- 팬엔터테인먼트 사내이사 (교양, 예능 사업부문)

## 연출한 프로그램
- 신세대 보고 - 어른들은 몰라요
- 체험 삶의 현장
- 긴급구조 119
- 검정고무신 (2기)